# Tillandsia 'Boreen'
'Boreen' es un  cultivar híbrido del género Tillandsia perteneciente a la familia  Bromeliaceae.
Es un híbrido creado en el año 1989 con las especies Tillandsia exserta × Tillandsia ionantha.